# موزه شکنجه (سان مارینو)
موزه شکنجه (ایتالیایی: Museo Della Tortura) یک موزه در شهر سان مارینو، کشور سان مارینو است.

## تاریخچه
موزه در سال ۱۹۶۶ تأسیس شد.

## نمایشگاه
موزه بیش از ۱۰۰ ابزار مخصوص شکنجه را که برای شکنجه و مجازات افراد مظنون به جنایت، جادوگری یا دسیسه، مورد استفاده قرار می‌گرفت را به نمایش گذاشته است. بسیار از ابزارهای به نمایش گذاشته شده، همان ابزارهای اصلی هستند که در قرن شانزدهم تا هفدهم مورد استفاده قرار می‌گرفت و برخی از آنها ابزار بازسازی شده طبق ابزارهای اصلی هستند.